# Eyakia calcarata
Eyakia calcarata är en kräftdjursart som först beskrevs av Gurjanova 1938.  Eyakia calcarata ingår i släktet Eyakia och familjen Phoxocephalidae. Inga underarter finns listade i Catalogue of Life.